# Poa trivialis
La poa común o gamilla (Poa trivialis) es una especie herbácea, perenne, perteneciente a la familia de los pastos y cereales (gramíneas o poáceas).  Se la utiliza como césped en parques y jardines, como así también en canchas de golf. 

## Usos
Es una gramínea apta para césped y para canchas de golf (particularmente en los greens) ya que muestra muy buenas características de densidad de hojas, color, finura de hoja, fácil establecimiento y mayor resistencia a enfermedades. Es ideal para lugares húmedos y sombreados. Es una especie para resiembras invernales sobre especies de clima cálido. Germina en 6-8 días y admite siegas muy bajas en cuanto se establece.

## Taxonomía
Poa trivialis fue descrita por Carolus Linnaeus y publicado en Species Plantarum 1: 67. 1753.
Citología
Número de cromosomas de Poa trivialis (Fam. Gramineae) y táxones infraespecíficos: 2n=14
Etimología
Poa: nombre genérico derivado del griego poa = (hierba, sobre todo como forraje).
trivialis: epíteto latino 
Sinonimia
- Aira semineutra Waldst. & Kil.
- Phalaris semineutra (Waldst. & Kit) Roem. & Schult.
- Poa angustifolia Ucria
- Poa ariguensis Steud.
- Poa attica Boiss. & Heldr.
- Poa callida Rydb.
- Poa dubia Leers
- Poa kitaibelii Schult.
- Poa modesta Phil.
- Poa palustris Wohll.
- Poa panicea Willd. ex Spreng.
- Poa peronini Boiss.
- Poa perouinii Boiss.
- Poa pichinchensis Hack.
- Poa pollinensis N.Terracc.
- Poa pseudohybrida Schur
- Poa scabra Ehrh.
- Poa semineutra (Waldst. & Kit.) Trin.
- Poa setacea Huds.
- Poa stolonifera Muhl.
- Poa sylvicola Guss.
- Poa trachyphylla Hack.
- Poa tristriata Steven
- Poa uda Honda
- Poa woronowii Roshev.[4]

## Nombre común
- cervuno, pasto cervuno, poa de agua.[5]